# Stepove, Sloveanoserbsk
Stepove (în ucraineană Степове) este un sat în comuna Horoșe din raionul Sloveanoserbsk, regiunea Luhansk, Ucraina.

## Demografie
Componența lingvistică a localității Stepove
     Ucraineană (56,31%)
     Rusă (43,59%)
Conform recensământului din 2001, majoritatea populației localității Stepove era vorbitoare de ucraineană (56,31%), existând în minoritate și vorbitori de rusă (43,59%).